# الغيوان (بني مطر)

تعديل مصدري - تعديل

الغيوان هي إحدى قرى عزلة بقلان بمديرية بني مطر التابعة لمحافظة صنعاء، بلغ تعداد سكانها 271 نسمة حسب تعداد اليمن لعام 2004.